# NGC 6927A
NGC 6927A is een elliptisch sterrenstelsel in het sterrenbeeld Dolfijn. Het hemelobject werd op 15 augustus 1863 ontdekt door de Duitse astronoom Albert Marth.

## Synoniemen
- MCG 2-52-15
- PGC 64924